# Tarmo Leinatamm

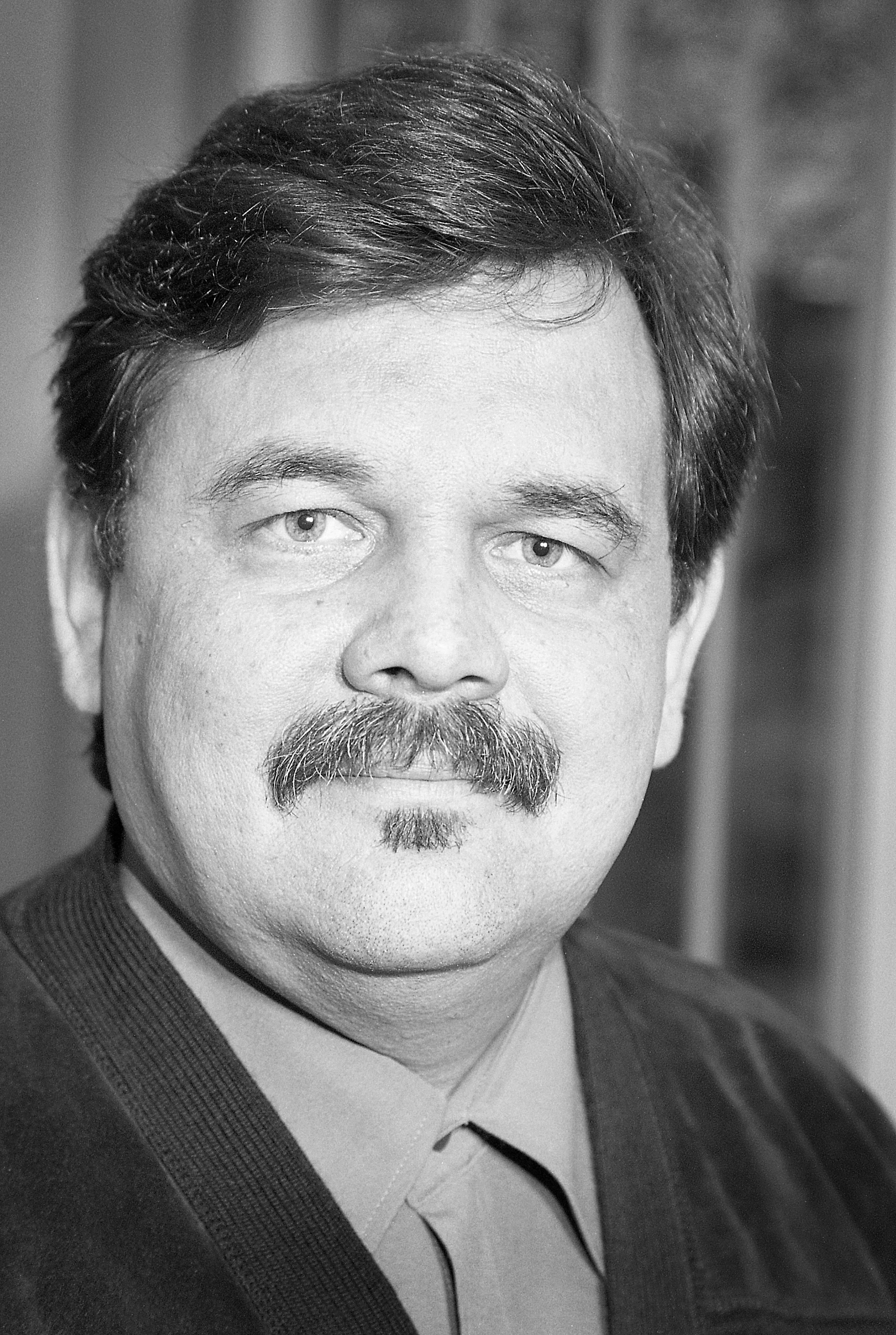
Tarmo Leinatamm (1999)

Tarmo Leinatamm (* 2. September 1957 in Keila; † 13. Oktober 2014 in Tartu) war ein estnischer Dirigent, Politiker und Comedian.

## Musiker

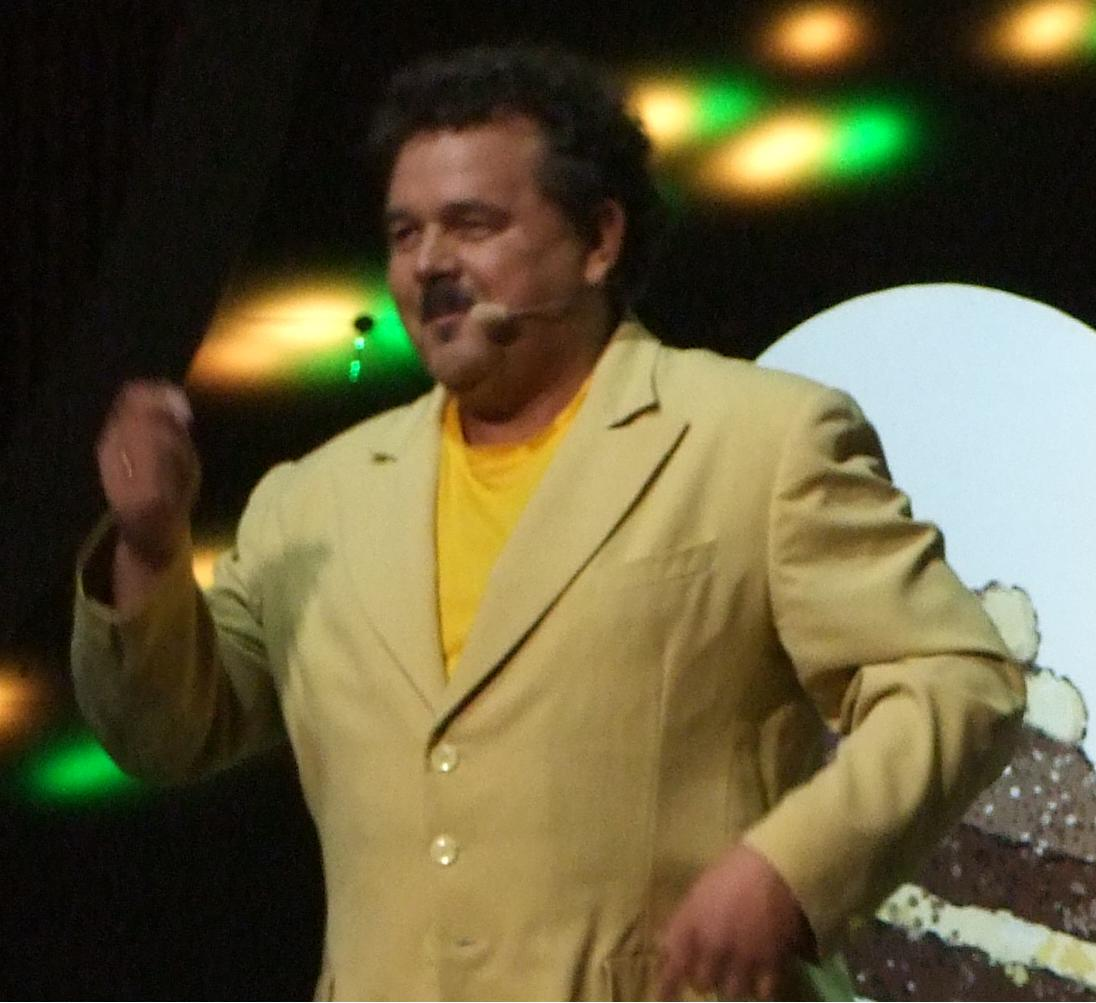
Tarmo Leinatamm (2008)

Tarmo Leinatamm schloss 1976 das Tallinner Musikgymnasium (Tallinna Muusikakool) ab. Er machte 1981 seinen Abschluss am Staatlichen Tallinner Konservatorium (heute Estnische Musik- und Theaterakademie).
Von 1981 bis 1991 war er (Ober-)kapellmeister im Theater-, Konzert- und Opernhaus Vanemuine in Tartu, von 1992 bis 1994 Dirigent an der Nationaloper Estonia in Tallinn und 1994 bis 1999 Leiter der Tallinner Philharmonie. Von 1994 bis 2002 war er Dirigent der Tallinner Philharmoniker. 1996 und 1997 dirigierte er beim Eurovision Song Contest das Orchester während der Aufführung des estnischen Beitrags. 
Leinatamm dirigierte neben seinen klassischen Auftritten zahlreiche Musicals in Estland, unter anderem Jesus Christ Superstar, die West Side Story und Kiss me, Kate. Daneben war er Mitglied verschiedener estnischer Musikgruppen wie Harmoonikud, Elektra und ROSTA aknad. Regelmäßig trat er in der Comedysendung Kreisiraadio auf. Mit der gleichnamigen Band vertrat er Estland beim Eurovision Song Contest 2008 in Belgrad.

## Politiker
Von 1996 bis 2003 war Tarmo Leinatamm Mitglied des Stadtrats von Tallinn sowie von 2003 bis 2007 Abgeordneter im estnischen Parlament (Riigikogu). Von 1995 bis 2002 und wieder seit 2005 gehörte er der liberalen Reformpartei an. Von 2002 bis 2005 war er Mitglied der konservativen Partei Res Publica.
Leinatamm war mit der Sängerin Siiri Leinatamm (* 1958), geborene Kokla, verheiratet und hatte zwei Töchter. Er starb am 13. Oktober 2014 im Alter von 57 Jahren an den Folgen einer Krebserkrankung.